# Mistagogo
Il  mistagogo (in greco antico: μυσταγωγός?) è, nella cultura religiosa greca, quella figura sacerdotale che impartisce le prime istruzioni agli iniziandi, gli aspiranti a ricevere l' iniziazione ai culti misterici.